# اندی جسی
اندی جسی (Andrew R. Jassy) (متولد ۱۳ ژانویه ۱۹۶۸) تاجر آمریکایی و مدیر عامل شرکت خدمات وب آمازون (AWS) است. او همچنین یکی از مالکان سیاتل کراکن لیگ ملی هاکی است. جسی از زمان حضور خود در سال ۲۰۰۳ سرویس‌های وب آمازون را هدایت می‌کند. وی در سه‌ماهه سوم سال ۲۰۲۱ جایگزین جف بزوس به عنوان مدیر عامل آمازون خواهد شد و بزوس رئیس اجرایی خواهد شد.
جسی همچنین رئیس Rainier Prep، یک مدرسه منشور در سیاتل است.

## سنین جوانی و تحصیل
جسی فرزند مارگری و اورت ال جاسی از اسکارسدیل، نیویورک است. او یهودی با نژاد مجارستانی است. پدرش یک شریک ارشد در شرکت حقوقی شرکت های بزرگ Dewey Ballantine در نیویورک، و رئیس کمیته مدیریت شرکت بود. جسی در اسکارس‌دیل بزرگ شد و در دبیرستان اسکارس‌دیل تحصیل کرده است.